# 東府中駅
東府中駅（ひがしふちゅうえき）は、東京都府中市清水が丘一丁目にある、京王電鉄の駅。京王中央管区所属。駅番号はKO23。

## 概要
京王線と京王競馬場線が乗り入れており、競馬場線の起点となっている。
競馬場線開通前は、当駅が東京競馬場への最寄駅となっていた。同線開通後も競馬が開催される時は、乗換拠点として利用者が多い。特に東京競馬開催日（4月中旬 - 6月末および10月第2週 - 11月末の土日および10月第2月曜など一部祝日）の9:00 - 17:00頃は、2番線に競馬場線区間列車（8両編成）がほぼ10分おきに発着し、臨時停車する下り特急列車と接続を取る。平日ダイヤおよび休日ダイヤ夜間では競馬場線列車は1番線から2両編成ワンマン列車が20分間隔で発着する一方、東京競馬場がパークウインズ（場外発売日）としての営業すらも行わない火 - 金の祝日などでも日中における競馬場線列車は2番線に8両で20分間隔で発着する。

## 歴史
- 1916年（大正5年）10月31日：府中寄り約500m・武蔵国府八幡宮北方に、京王電気軌道の八幡前駅が開設[1]。
- 1935年（昭和10年）11月12日：現在地に臨時競馬場前駅が開設[1]。
- 1937年（昭和12年）9月1日：八幡前駅が東府中駅と改称[1]。
- 1940年（昭和15年）10月26日：東府中駅が臨時競馬場前駅と統合、現在の東府中駅となる[1]。
- 1944年（昭和19年）5月31日：陸上交通事業調整法に伴う戦時合併に伴い、東急電鉄（大東急）の駅となる[3]。
- 1948年（昭和23年）6月1日：東急から京王帝都電が分離、同社の駅となる[3]。
- 1955年（昭和30年）4月29日：競馬場線開通、分岐駅となる[1]。
- 2011年（平成23年）
  - 4月10日：橋上駅舎使用開始[1]。
  - 10月20日：複合商業施設「京王リトナード東府中」が開業[1]。

高幡不動検車区東側が整備される前は、当駅横にある踏切より車両搬入出を行っていた。

## 駅構造
相対式・島式ホーム3面4線を有する地上駅。橋上駅舎を備える。1番線は競馬場線2両編成列車専用でホーム有効長が短い。以前は地上駅舎があり、4番線ホームに北口、1番線ホームに南口が直結、3つのホームを京王八王子・府中競馬正門前寄りの地下道で連絡していたが、京王線・井の頭線 全駅のバリアフリー化の一環として2011年4月10日より橋上駅舎に切り替えられ、自由通路とエレベーター・エスカレーターが設置された。トイレは改札内にある。

### のりば
| 番線   | 路線     | 方向                                   | 行先                                      | 備考                                             |
| ------ | -------- | -------------------------------------- | ----------------------------------------- | ------------------------------------------------ |
| 1      | 競馬場線 | -                                      | 府中競馬正門前方面                        | 平日と土休日夜間の線内折返し専用 2両編成のみ対応 |
| 2      | 競馬場線 | -                                      | 府中競馬正門前方面                        |                                                  |
| 京王線 | 下り     | 京王八王子・高尾山口・多摩動物公園方面 | 待避線                                    |                                                  |
| 京王線 | 下り     | 京王八王子・高尾山口・多摩動物公園方面 | 3                                         | 本線                                             |
| 京王線 | 4        | 上り                                   | 調布・明大前・笹塚・新宿・ 都営新宿線方面 |                                                  |

| 運転番線 | 営業番線 | ホーム | 新宿方面着発 | 京王八王子・高尾山口方面着発 | 府中競馬場正門前方面着発 | 備考                 |
| -------- | -------- | ------ | ------------ | ---------------------------- | ------------------------ | -------------------- |
| 1        | 1        | 2両分  | 不可         | 出発可                       | 到着・出発可             | 府中競馬場正門前方面 |
| 2        | 2        | 10両分 | 到着・出発可 | 出発可                       | 到着・出発可             | 下り副本線           |
| 3        | 3        | 10両分 | 到着可       | 出発可                       | 不可                     | 下り主本線           |
| 4        | 4        | 10両分 | 出発可       | 到着可                       | 到着可                   | 上り本線             |

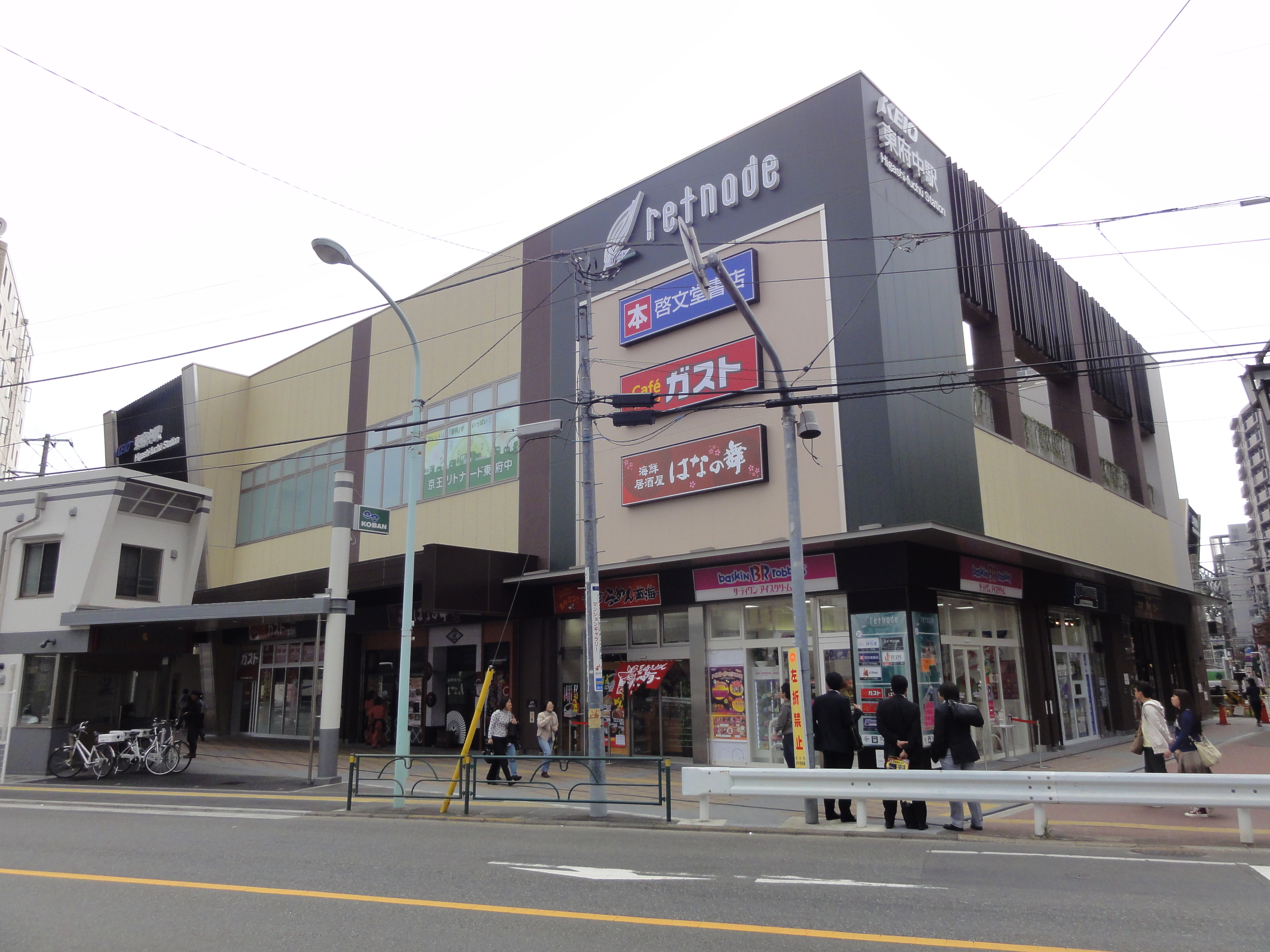
北口駅舎・京王リトナード東府中（2011年10月30日)
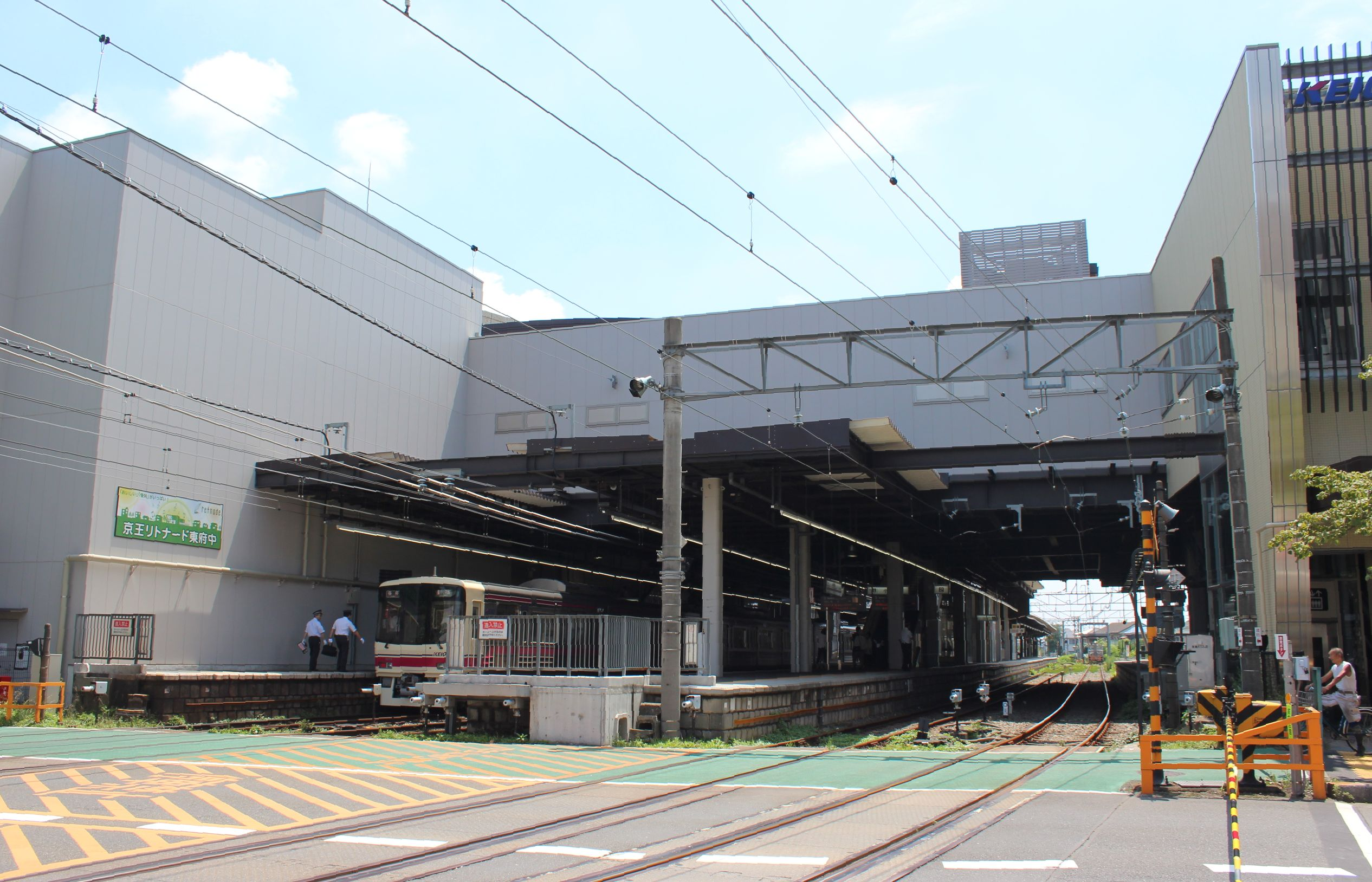
西側から（2011年10月30日）
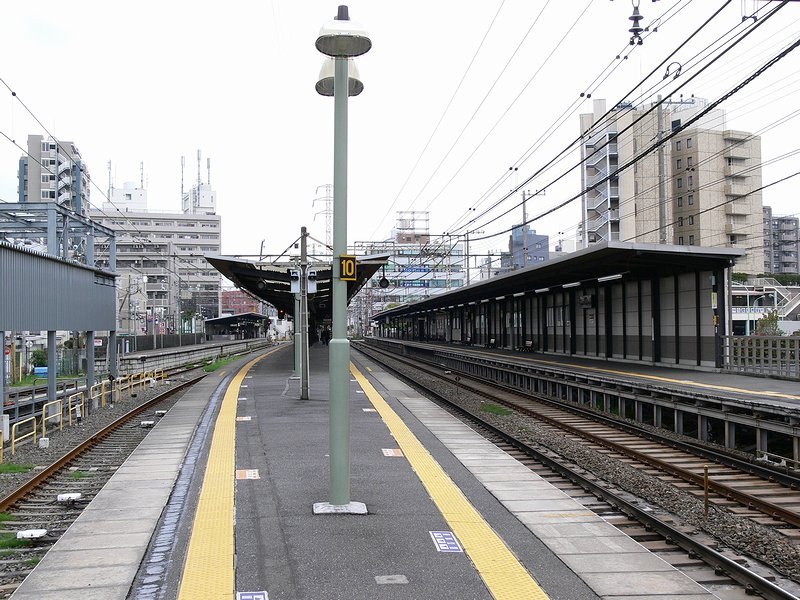
左奥が競馬場線ホーム1番線、中央のホームが京王線下り2・3番線、右のホームが京王線上り4番線。（2007年4月18日）
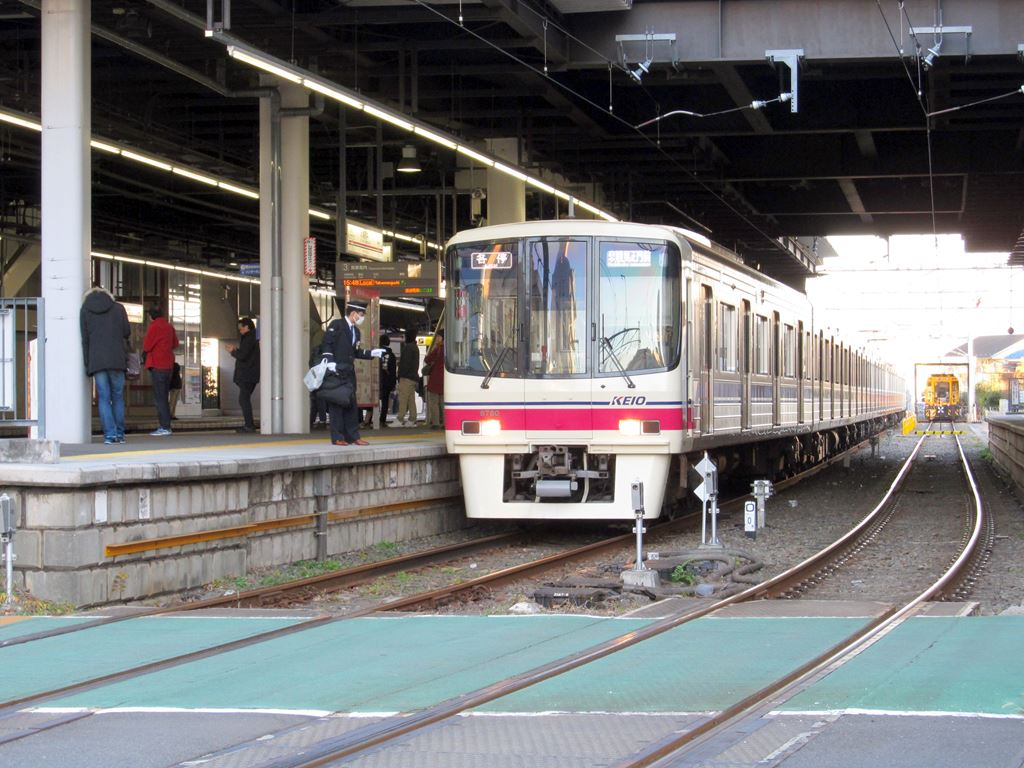
競馬場線ホーム
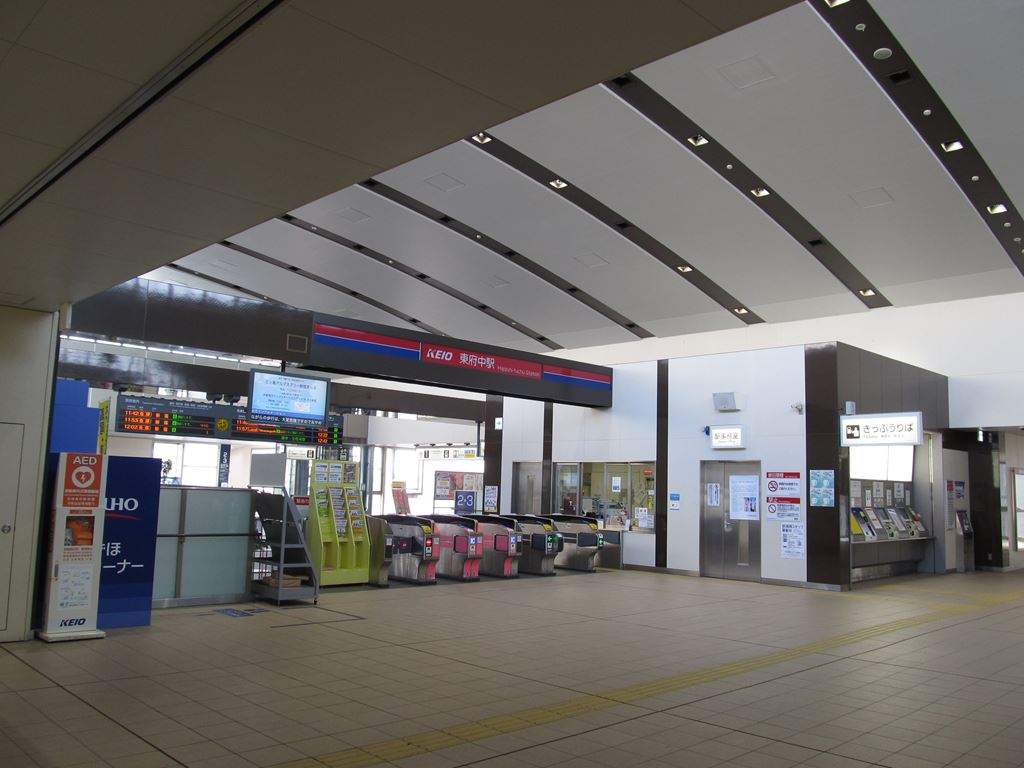
改札口
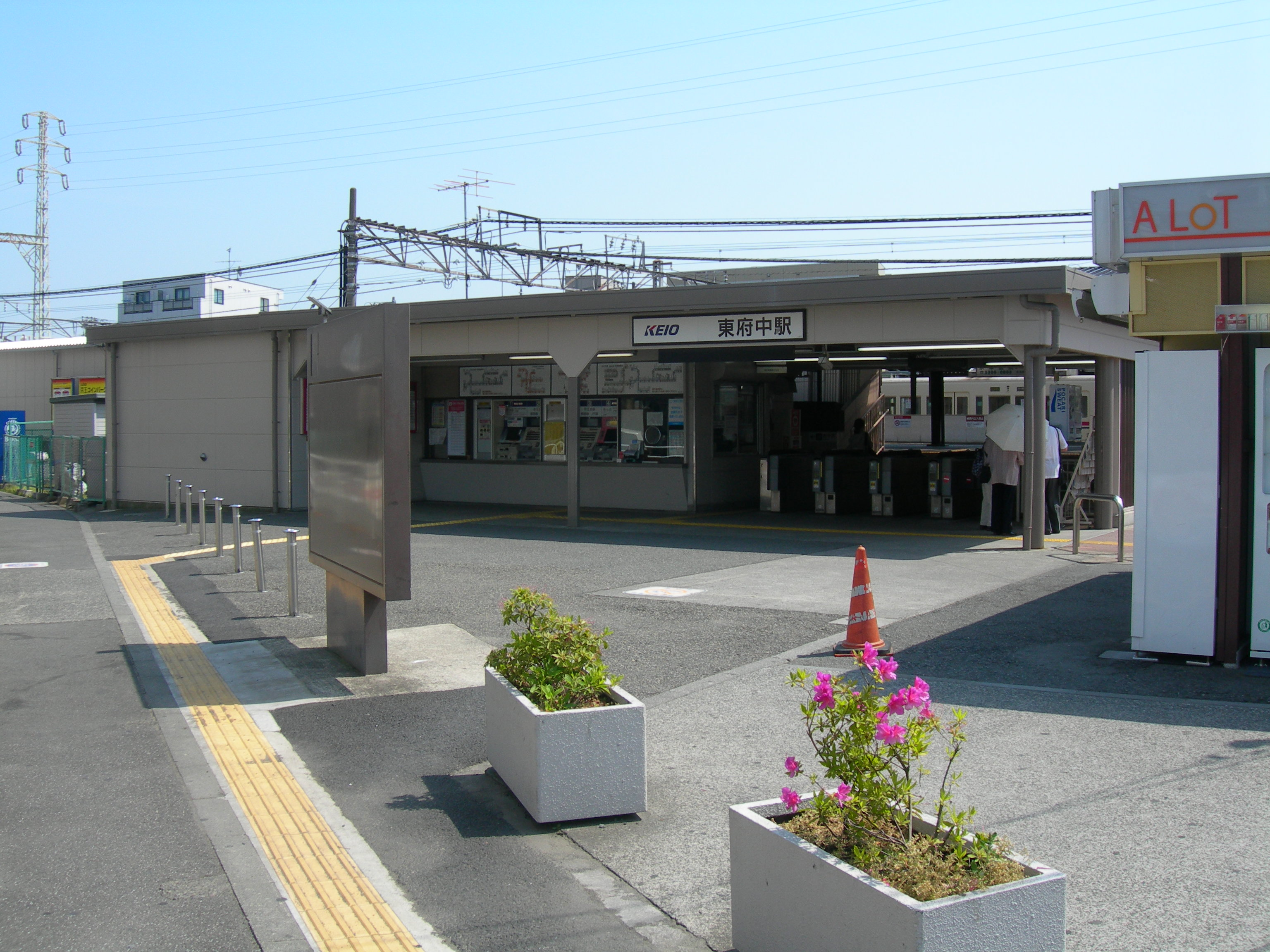
旧北口駅舎（2008年5月21日）
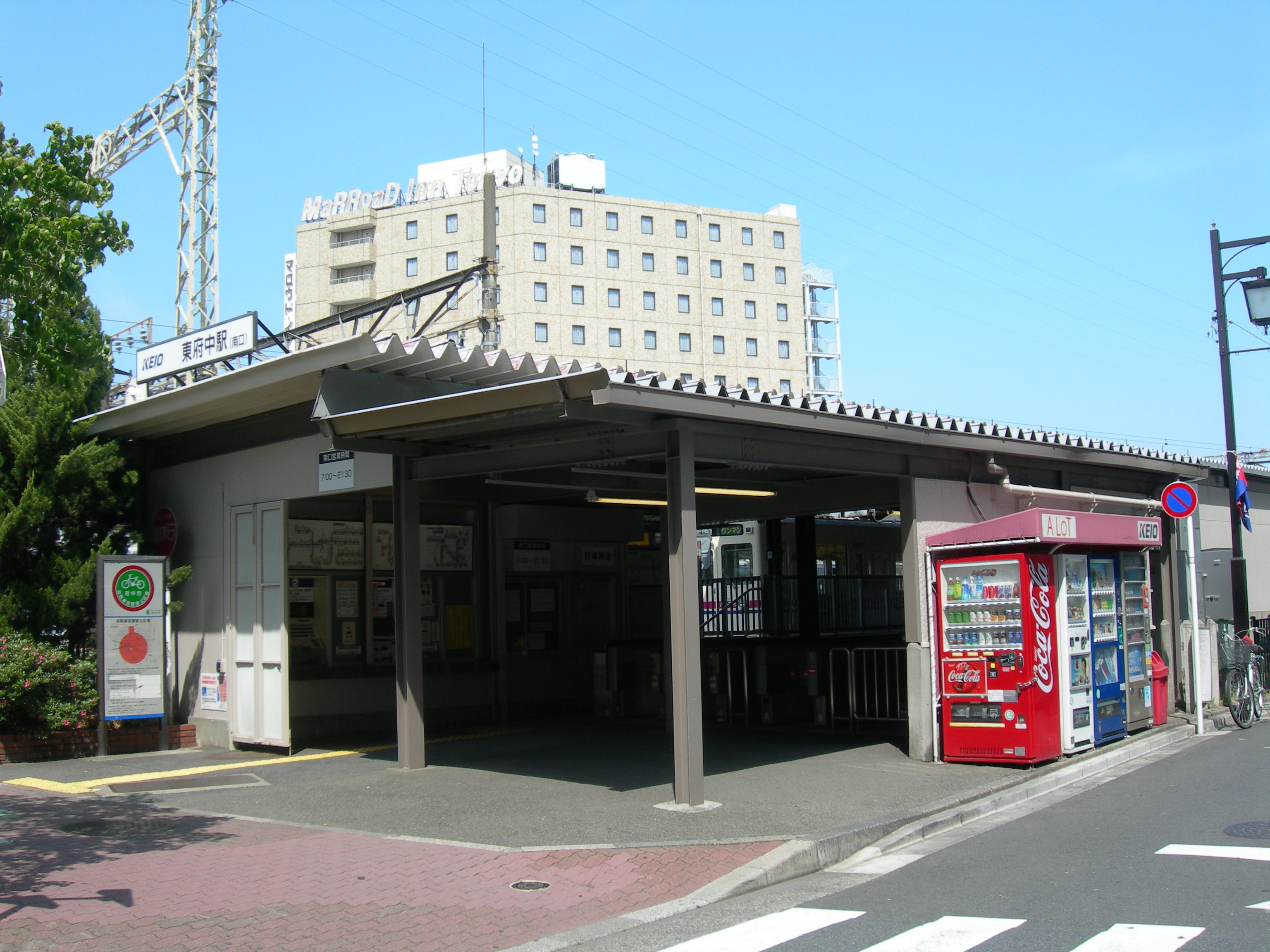
旧南口駅舎（2008年5月21日）

### 京王リトナード東府中
駅構内には専門店街「京王リトナード東府中」がある。
出店店舗の詳細情報は公式サイト「フロアマップ」を参照。
- ガスト（カフェレストラン）
- はなの舞（海鮮居酒屋）
- リケン補聴器センター（補聴器専門店）
- QBハウス（ヘアカット）
- すき家（牛丼・カレー・丼）
- 京王キッズプラッツ（東京都認証保育所）
- マツモトキヨシ（ドラッグストア）
- セブンイレブン（コンビニエンスストア）
- ベーカリー＆カフェ ルパ（ベーカリー＆カフェ）
- クリーニング 伊万里（クリーニング)

## 利用状況
2024年度（令和6年度）の1日平均乗降人員は19,944人である。
近年の1日平均乗降・乗車人員の推移は以下の通り。
| 年度               | 1日平均 乗降人員 | 1日平均 乗車人員 | 出典     |
| ------------------ | ---------------- | ---------------- | -------- |
| 1955年（昭和30年） | 5,377            |                  |          |
| 1960年（昭和35年） | 8,176            |                  |          |
| 1965年（昭和40年） | 13,200           |                  |          |
| 1970年（昭和45年） | 15,535           |                  |          |
| 1975年（昭和50年） | 14,672           |                  |          |
| 1980年（昭和55年） | 13,003           |                  |          |
| 1985年（昭和60年） | 14,474           |                  |          |
| 1990年（平成02年） | 16,672           | 8,540            | [ * 1 ]  |
| 1991年（平成03年） |                  | 9,240            | [ * 2 ]  |
| 1992年（平成04年） |                  | 9,701            | [ * 3 ]  |
| 1993年（平成05年） | 18,965           | 9,970            | [ * 4 ]  |
| 1994年（平成06年） |                  | 9,899            | [ * 5 ]  |
| 1995年（平成07年） | 18,787           | 9,795            | [ * 6 ]  |
| 1996年（平成08年） |                  | 9,362            | [ * 7 ]  |
| 1997年（平成09年） |                  | 9,353            | [ * 8 ]  |
| 1998年（平成10年） |                  | 9,545            | [ * 9 ]  |
| 1999年（平成11年） |                  | 9,541            | [ * 10 ] |
| 2000年（平成12年） | 18,023           | 9,430            | [ * 11 ] |
| 2001年（平成13年） | 18,234           | 9,438            | [ * 12 ] |
| 2002年（平成14年） | 17,700           | 9,178            | [ * 13 ] |
| 2003年（平成15年） | 18,339           | 9,402            | [ * 14 ] |
| 2004年（平成16年） | 18,241           | 9,353            | [ * 15 ] |
| 2005年（平成17年） | 18,638           | 9,463            | [ * 16 ] |
| 2006年（平成18年） | 19,009           | 9,619            | [ * 17 ] |
| 2007年（平成19年） | 19,643           | 9,918            | [ * 18 ] |
| 2008年（平成20年） | 19,841           | 9,981            | [ * 19 ] |
| 2009年（平成21年） | 19,870           | 9,992            | [ * 20 ] |
| 2010年（平成22年） | 19,527           | 9,773            | [ * 21 ] |
| 2011年（平成23年） | 20,095           | 10,074           | [ * 22 ] |
| 2012年（平成24年） | 20,137           | 10,096           | [ * 23 ] |
| 2013年（平成25年） | 20,169           | 10,129           | [ * 24 ] |
| 2014年（平成26年） | 20,159           | 10,115           | [ * 25 ] |
| 2015年（平成27年） | 20,793           | 10,407           | [ * 26 ] |
| 2016年（平成28年） | 21,153           | 10,603           | [ * 27 ] |
| 2017年（平成29年） | 21,342           | 10,690           | [ * 28 ] |
| 2018年（平成30年） | 21,787           | 10,907           | [ * 29 ] |
| 2019年（令和元年） | 21,274           | 10,516           | [ * 30 ] |
| 2020年（令和02年） | 15,709           | 7,858            | [ * 31 ] |
| 2021年（令和03年） | 17,490           | 8,816            | [ * 32 ] |
| 2022年（令和04年） | 19,309           |                  |          |
| 2023年（令和05年） | 20,507           |                  |          |
| 2024年（令和06年） | 19,944           |                  |          |

## 駅周辺
駅に接した西側は踏切で、「競馬場通り」が線路と直角に交差しており、この道路を北側には東京都道229号府中調布線（旧甲州街道）、東京都道229号府中調布線バイパス、国道20号（甲州街道）を横切っており、突き当りには航空自衛隊府中基地が所在する。古くは駅の北口が競馬場通りに面していたが、後に少し入った品川街道に面するようになる。競馬場通りの南方は東京競馬場に突き当たるまで一本道となっている。
商業施設は甲州街道の他、北口・南口共に平和通り・競馬場通り沿いに集中しており、南口は競馬場通り東側歩道がアーケードとなっていて商店が密集している一方、西側歩道はスーパーマーケットが中心となっている。アーケードを抜けると、府中清水が丘郵便局と清水が丘公会堂がある。東に入ると小さな公園があり、周辺に小さい商店が集まっているが、その先は府中崖線（立川崖線）がある。
駅北側は住宅以外の建物が多い。北口には、ホテルと自動車教習所、交番やガソリンスタンド、銀行がある。国道20号（甲州街道）沿いにはカーディーラーが多く、スーパーマーケットやドラッグストア、ディスカウントショップがある。さらに北へ向かうと、大型ホール、公園、美術館、高校、山がある。
駅西側踏切脇には花屋、洋食店、ケーキ屋、居酒屋、スーパーマーケットなどの店舗や個人病院・塾などが営業を行っている。
上記以外は主に住宅地となっている。
- ホテルマロウドイン東京（東都自動車グループ）
- 府中自動車教習所
- りそな銀行 東府中支店
- 多摩信用金庫 東府中支店
- 東横INN京王線東府中駅北口
- 武蔵商工会議所会館
- ライフ 東府中店
- サンドラッグ本社・サンドラッグ 東府中店
- サミットストア 東府中店
- サミットストア 府中若松店
- ニトリ 府中店
- ドン・キホーテ 府中店（第1号店）
- 府中の森公園
- 府中の森芸術劇場
- 府中市美術館
- 府中市生涯学習センター
- 浅間山（せんげんやま）
- 府中市立浅間中学校
- 東京都立府中工科高等学校
- 航空自衛隊府中基地（元・在日米軍基地）
- 瀧神社
- 武蔵国府八幡宮
- 府中清水が丘郵便局
- 清水が丘公会堂
- 株式会社ジャーマンモーター
- トヨタ西東京カローラ 府中PiPit店
- トヨタ西東京カローラ 府中店
- KTM府中／ハスクバーナ・モーターサイクルズ府中（ビーフリー 東京府中店）
- スズキ府中販売株式会社
- ダイハツ府中販売株式会社
- レクサス府中
- 日産プリンス西東京販売 府中店
- メルセデス・ベンツ府中
- ヤナセ府中支店
- Murauchi BMW 府中ワークショップ工場
- Murauchi BMW 府中支店新車ショールーム / ワークショップ
- 関東マツダ 東府中店
- A-big Sport
- ホンダドリーム府中
- カワサキ プラザ府中
- スズキワールド多摩
- 府中２りんかん（ドライバースタンド）
- 東京トヨタ自動車 府中店
- エービッグモトラッド
- ダイハツ東京販売 府中店
- Honda Cars東京中央 府中店
- メルセデスベンツ 府中サーティ・ファイドカーセンター

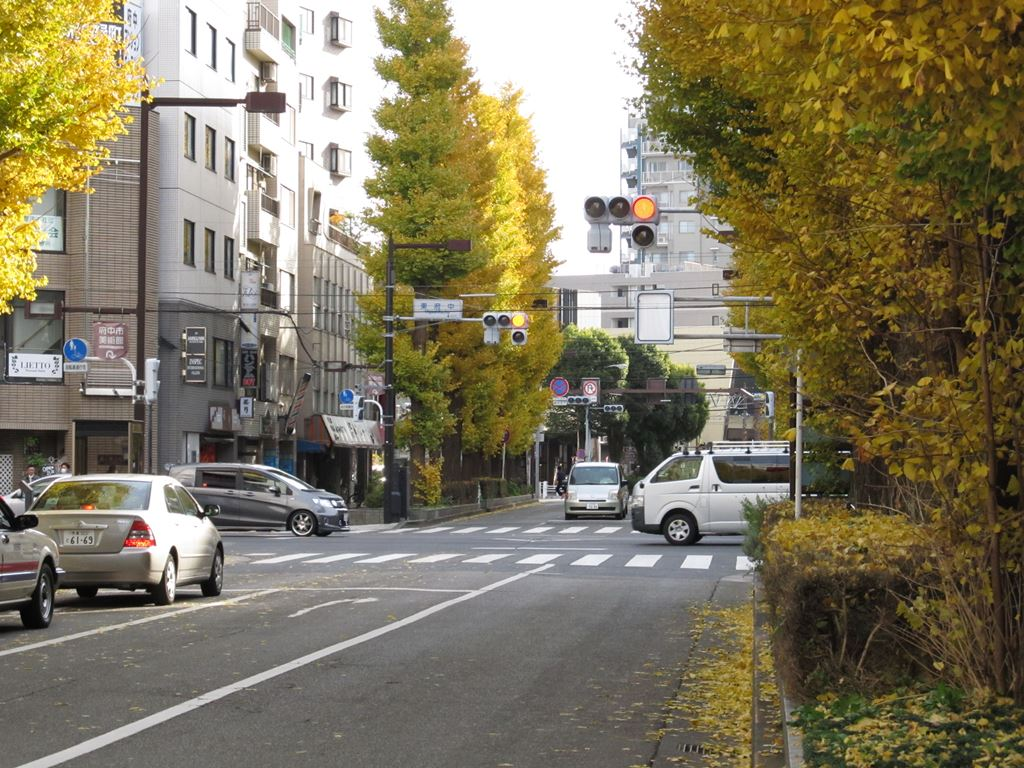
東府中交差点（甲州街道）
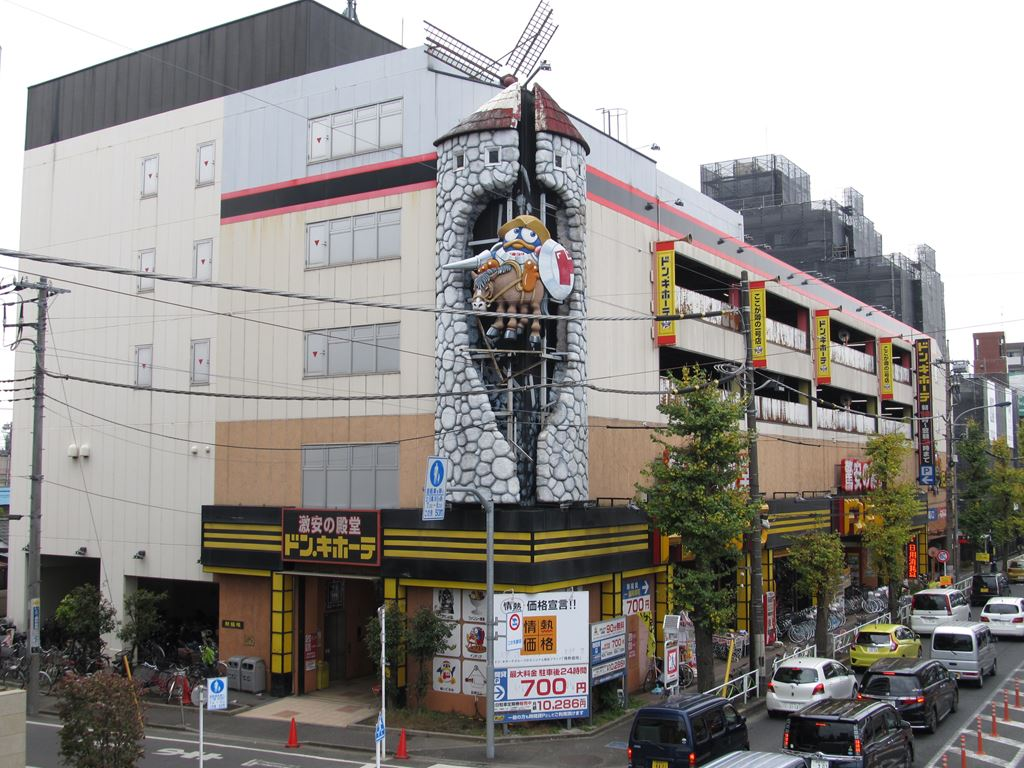
ドン・キホーテ府中店(第1号店)
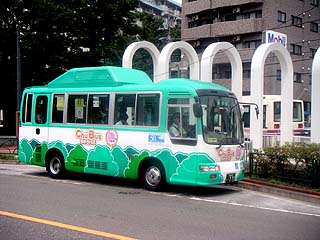
駅北口から発着するちゅうバス

### バス路線
東府中駅（北口）
- 京王バス・府中市コミュニティバス「ちゅうバス」
  - 府75 浅間町三丁目経由 武蔵小金井駅南口行（京王バス）
  - 多磨町ルート 多磨霊園表門経由 多磨町行 / 生涯学習センター経由 府中駅行（京王バス）
  - 朝日町ルート 武蔵野台駅南口経由 多磨駅行 / 八幡宿東経由 府中駅行（京王バス）

## 隣の駅

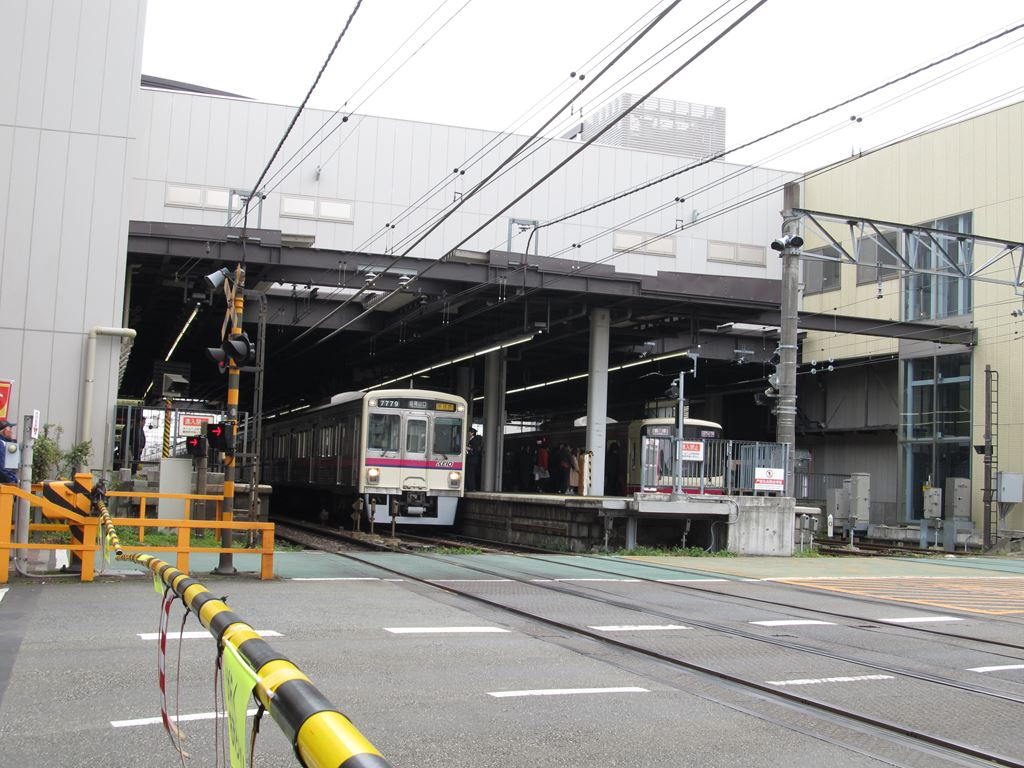
東府中駅に臨時停車する京王線新宿駅始発準特急
2016年11月27日
第36回ジャパンカップ開催日

京王電鉄
 京王線
■特急
通過（以下のようにイベント開催時には臨時停車する場合がある）
■急行・■区間急行（区間急行は平日上りのみ運転、府中方当駅まで各駅に停車）
調布駅 (KO18) - 東府中駅 (KO23) - 府中駅 (KO24)
■快速（平日下りのみ運転）・■各駅停車
多磨霊園駅 (KO22) - 東府中駅 (KO23) - 府中駅 (KO24)
 競馬場線
■特急・■急行（いずれも競馬開催時の上りのみ。特急は路線図上は通過だが、実際の運行時は臨時停車する）
調布駅（京王線）(KO18) ← 東府中駅 (KO23) ← 府中競馬正門前駅 (KO46)
■各駅停車（競馬開催時も線内折返しのみ）
東府中駅 (KO23) - 府中競馬正門前駅 (KO46)
- 東京競馬場での中央競馬開催日および有馬記念開催日（12月下旬日曜）には[注釈 2]、競馬場来場者への利便性向上のため、一部時間帯の上下線特急が臨時停車する。また、東京競馬場で花火イベントが行われる際は、夕夜間の特急（2024年7月3日は、当駅着16時23分 - 19時25分の下り列車と、当駅発20時51分 - 21時34分の上り列車）が臨時停車する場合がある。
- サッカーJリーグ・FIFA（国際サッカー連盟）主催サッカー国際試合や各種イベント等開催時には、通常の隣の停車駅との間にある以下の駅に臨時停車する場合がある。
  - 東京スタジアム（味の素スタジアム）や武蔵野の森総合スポーツプラザ（京王アリーナTOKYO）でのイベント開催時には、一部の特急・急行が飛田給駅に臨時停車する場合がある。東京競馬開催日と重なった場合には、当駅に臨時停車する特急が飛田給駅にも臨時停車する場合がある。